# Leucula cachiaria
Leucula cachiaria là một loài bướm đêm trong họ Geometridae.